# Liga Grega de Basquetebol
A Liga Grega de Basquetebol é a competição máxima entre clubes profissionais de Basquete da Grécia, também conhecida como HEBA (Hellenic Basketball Clubs Association) ou Greek Basketball League OPAP em razão de seu patrocinador principal.
A primeira divisão da Liga Grega conta com a participação de 12 equipes, é disputada desde a temporada 1927-1928 e o Panathinaikos com 40 títulos é o maior campeão.

## Participantes da GBL 2024-25
| Equipe               | Localização     | Arena                       | Capacidade |
| -------------------- | --------------- | --------------------------- | ---------- |
| AEK Atenas           | Atenas          | Sunel Arena                 | 9 030      |
| Aris Salônica        | Salonica        | Nick Galis Hall             | 5 138      |
| Karditsas Iaponiki   | Carditsa        | Arena Giannis Bourousis     | 3.007      |
| Kolossos H Hotels    | Rodes           | Venetoklio Indoor Hall      | 1.242      |
| Lavrio DHI           | Lavrio          | Lavrio Indoor Hall          | 1.700      |
| Marousi              | Marusi (Atenas) | Ginásio de Marousi          | 1 350      |
| Olympiacos Pireu     | Pireu           | Estádio da Paz e da Amizade | 11.640     |
| Panathinaikos AKTOR  | Atenas          | OAKA/Altion Arena           | 18 310     |
| Panionios Viva Juice | Atenas          | Nea Smyrni Indoor Hall      | 1 844      |
| PAOK mateco          | Salonica        | Paok Sports Arena           | 8.162      |
| Peristeri Bwin       | Peristeri       | Arena Peristeri             | 4.000      |
| Promitheas Patras    | Patras          | Dimitris Tofalos Arena      | 4.150      |

## Lista de campeões
Fonte:
| - 1927–28: Iraklis - 1928–29: Panellinios - 1929–30: Aris - 1930–34: Não disputada - 1934–35: Iraklis - 1935–36: Near East - 1936–37: Athens University - 1937–38: Não disputada - 1938–39: Panellinios - 1939–40: Panellinios - 1940–45: Não disputada due to Segunda Guerra Mundial - 1945–46: Panathinaikos - 1946–47: Panathinaikos - 1947–48: Não disputada - 1948–49: Olympiacos - 1949–50: Panathinaikos - 1950–51: Panathinaikos - 1951–52: Não disputada - 1952–53: Panellinios - 1953–54: Panathinaikos - 1954–55: Panellinios - 1955–56: Não disputada - 1956–57: Panellinios - 1957–58: AEK - 1958–59: PAOK - 1959–60: Olympiacos - 1960–61: Panathinaikos - 1961–62: Panathinaikos - 1962–63: AEK - 1963–64: AEK - 1964–65: AEK | - 1965–66: AEK - 1966–67: Panathinaikos - 1967–68: AEK - 1968–69: Panathinaikos - 1969–70: AEK - 1970–71: Panathinaikos - 1971–72: Panathinaikos - 1972–73: Panathinaikos - 1973–74: Panathinaikos - 1974–75: Panathinaikos - 1975–76: Olympiacos - 1976–77: Panathinaikos - 1977–78: Olympiacos - 1978–79: Aris - 1979–80: Panathinaikos - 1980–81: Panathinaikos - 1981–82: Panathinaikos - 1982–83: Aris - 1983–84: Panathinaikos - 1984–85: Aris - 1985–86: Aris - 1986–87: Aris - 1987–88: Aris - 1988–89: Aris - 1989–90: Aris - 1990–91: Aris - 1991–92: PAOK - 1992–93: Olympiacos - 1993–94: Olympiacos - 1994–95: Olympiacos - 1995–96: Olympiacos | - 1996–97: Olympiacos - 1997–98: Panathinaikos - 1998–99: Panathinaikos - 1999–00: Panathinaikos - 2000–01: Panathinaikos - 2001–02: AEK - 2002–03: Panathinaikos - 2003–04: Panathinaikos - 2004–05: Panathinaikos - 2005–06: Panathinaikos - 2006–07: Panathinaikos - 2007–08: Panathinaikos - 2008–09: Panathinaikos - 2009–10: Panathinaikos - 2010–11: Panathinaikos - 2011–12: Olympiacos - 2012–13: Panathinaikos - 2013–14: Panathinaikos - 2014–15: Olympiacos - 2015–16: Olympiacos - 2016–17: Panathinaikos - 2017–18: Panathinaikos - 2018–19: Panathinaikos - 2019–20: Panathinaikos - 2020–21: Panathinaikos - 2021–22: Olympiacos - 2022–23: Olympiacos - 2023–24: Panathinaikos - 2024–25: Olympiacos |

## Finais por Playoffs
| Temporada | Campeão                                                                                                | Resultado                                                                                              | Finalista                                                                                              | 1º Colocado na Temporada Regular | Campanha primeiro colocado |
| --------- | --- | --- | --- | -------------------------------- | -------------------------- |
| 1986-87   | Aris Salônica                                                                                          | 3-0 | Panionios                                                                                              | Aris Salônica                    | 18-0                       |
| 1987-88   | Aris Salônica                                                                                          | 3-0 | PAOK Salônica                                                                                          | Aris Salônica                    | 18-0                       |
| 1988-89   | Aris Salônica                                                                                          | 3-1 | PAOK Salônica                                                                                          | Aris Salônica                    | 17-1                       |
| 1989-90   | Aris Salônica                                                                                          | Round Robin                                                                                            | PAOK Salônica                                                                                          | PAOK Salônica                    | 20-2                       |
| 1990-91   | Aris Salônica                                                                                          | 4-2 | PAOK Salônica                                                                                          | Aris Salônica                    | 20-2                       |
| 1991-92   | PAOK Salônica                                                                                          | Round Robin                                                                                            | Olympiacos Pireu                                                                                       | PAOK Salônica                    | 20-2                       |
| 1992-93   | Olympiacos Pireu                                                                                       | 3-1 | Panathinaikos Atenas                                                                                   | PAOK Salônica                    | 22-4                       |
| 1993-94   | Olympiacos Pireu                                                                                       | 3-2 | PAOK Salônica                                                                                          | Olympiacos Pireu                 | 22-4                       |
| 1994-95   | Olympiacos Pireu                                                                                       | 3-2 | Panathinaikos Atenas                                                                                   | Olympiacos Pireu                 | 24-2                       |
| 1995-96   | Olympiacos Pireu                                                                                       | 3-2 | Panathinaikos Atenas                                                                                   | Olympiacos Pireu                 | 24-2                       |
| 1996-97   | Olympiacos Pireu                                                                                       | 3-1 | AEK Atenas                                                                                             | Olympiacos Pireu                 | 21-5                       |
| 1997-98   | Panathinaikos Atenas                                                                                   | 3-2 | PAOK Salônica                                                                                          | Panathinaikos Atenas             | 21-5                       |
| 1998-99   | Panathinaikos Atenas                                                                                   | 2-1 | Olympiacos Pireu                                                                                       | Olympiacos Pireu                 | 21-5                       |
| 1999-00   | Panathinaikos Atenas                                                                                   | 3-0 | PAOK Salônica                                                                                          | Olympiacos Pireu                 | 21-5                       |
| 2000-01   | Panathinaikos Atenas                                                                                   | 3–2 | Olympiacos Pireu                                                                                       | Panathinaikos Atenas             | 22-4                       |
| 2001-02   | AEK Atenas                                                                                             | 3-2 | Olympiacos Pireu                                                                                       | AEK Atenas                       | 23-2                       |
| 2002-03   | Panathinaikos Atenas                                                                                   | 3-1 | AEK Atenas                                                                                             | Panathinaikos Atenas             | 21-5                       |
| 2003-04   | Panathinaikos Atenas                                                                                   | 3-0 | Marousi                                                                                                | Panathinaikos Atenas             | 22-4                       |
| 2004-05   | Panathinaikos Atenas                                                                                   | 3-1 | AEK Atenas                                                                                             | Panathinaikos Atenas             | 22-4                       |
| 2005-06   | Panathinaikos Atenas                                                                                   | 3-0 | Olympiacos Pireu                                                                                       | Panathinaikos Atenas             | 24-2                       |
| 2006-07   | Panathinaikos Atenas                                                                                   | 3–2 | Olympiacos Pireu                                                                                       | Panathinaikos Atenas             | 24-2                       |
| 2007-08   | Panathinaikos Atenas                                                                                   | 3–2 | Olympiacos Pireu                                                                                       | Panathinaikos Atenas             | 23-3                       |
| 2008-09   | Panathinaikos Atenas                                                                                   | 3–1 | Olympiacos Pireu                                                                                       | Olympiacos Pireu                 | 25-1                       |
| 2009-10   | Panathinaikos Atenas                                                                                   | 3–1 | Olympiacos Pireu                                                                                       | Panathinaikos Atenas             | 25-1                       |
| 2010-11   | Panathinaikos Atenas                                                                                   | 3–1 | Olympiacos Pireu                                                                                       | Olympiacos Pireu                 | 26-0                       |
| 2011-12   | Olympiacos Pireu                                                                                       | 3–2 | Panathinaikos Atenas                                                                                   | Olympiacos Pireu                 | 23-1                       |
| 2012-13   | Panathinaikos Atenas                                                                                   | 3-0 | Olympiacos Pireu                                                                                       | Olympiacos Pireu                 | 25-1                       |
| 2013-14   | Panathinaikos Atenas                                                                                   | 3–2 | Olympiacos Pireu                                                                                       | Panathinaikos Atenas             | 25-1                       |
| 2014-15   | Olympiacos Pireu                                                                                       | 3–0 | Panathinaikos Atenas                                                                                   | Olympiacos Pireu                 | 25-1                       |
| 2015-16   | Olympiacos Pireu                                                                                       | 3–1 | Panathinaikos Atenas                                                                                   | Olympiacos Pireu                 | 25-1                       |
| 2016-17   | Panathinaikos Atenas                                                                                   | 3–2 | Olympiacos Pireu                                                                                       | Olympiacos Pireu                 | 25-1                       |
| 2017-18   | Panathinaikos Superfoods                                                                               | 3–2 | Olympiacos Pireu                                                                                       | Panathinaikos Superfoods         | 26-0                       |
| 2018-19   | Panathinaikos Superfoods                                                                               | 3-0 | Promitheas Patras                                                                                      | AEK Atenas                       | 18-8                       |
| 2019-20   | A temporada foi interrompida por causa da Pandemia de COVID-19 e o Panathinaikos foi declarado campeão | A temporada foi interrompida por causa da Pandemia de COVID-19 e o Panathinaikos foi declarado campeão | A temporada foi interrompida por causa da Pandemia de COVID-19 e o Panathinaikos foi declarado campeão | Panathinaikos OPAP               | 18-2                       |
| 2020-21   | Panathinaikos OPAP                                                                                     | 3–1 | DHI Lavrio                                                                                             | Panathinaikos OPAP               | 20-2                       |
| 2021-22   | Olympiacos Pireu                                                                                       | 3–0 | Panathinaikos OPAP                                                                                     | Olympiacos Pireu                 | 23-1                       |
| 2022-23   | Olympiacos Pireu                                                                                       | 3–1 | Panathinaikos OPAP                                                                                     | Olympiacos Pireu                 | 22-0                       |
| 2023-24   | Panathinaikos OPAP                                                                                     | 3–2 | Olympiacos Pireu                                                                                       | Panathinaikos OPAP               | 26-1                       |
| 2024-25   | Olympiacos Pireu                                                                                       | 3–1 | Panathinaikos AKTOR                                                                                    | Panathinaikos AKTOR              | 22-0                       |

|  | |
|  | Equipe com a vantagem de decidir as séries de Playoffs em casa em virtude de sua campanha na temporada regular |

## Títulos
| Títulos | Clube                  | Anos em que venceu |
| ------- | ---------------------- | --- |
| 40      | Panathinaikos Atenas   | 1945–46, 1946–47, 1949–50, 1950–51, 1953–54, 1960–61, 1961–62, 1966–67, 1968–69, 1970–71, 1971–72, 1972–73, 1973–74, 1974–75, 1976–77, 1979–80, 1980–81, 1981–82, 1983–84, 1997–98, 1998–99, 1999–2000, 2000–01, 2002–03, 2003–04, 2004–05, 2005–06, 2006–07, 2007–08, 2008–09, 2009–10, 2010–11, 2012–13, 2013–14, 2016–17, 2017–18, 2018–19, 2019-20, 2020–21, 2023-24 |
| 15      | Olympiakos SF Pireu    | 1948–49, 1959–60, 1975–76, 1977–78, 1992–93, 1993–94, 1994–95, 1995–96, 1996–97, 2011–12, 2014–15, 2015–16, 2021–22, 2022–23, 2024-25 |
| 10      | Aris Salonica          | 1929–30, 1978–79, 1982–83, 1984–85, 1985–86, 1986–87, 1987–88, 1988–89, 1989–90, 1990–91 |
| 8       | AEK Atenas             | 1957–58, 1962–63, 1963–64, 1964–65, 1965–66, 1967–68, 1969–70, 2001–02 |
| 6       | Panellinios Atenas     | 1928–29, 1938–39, 1939–40, 1952–53, 1954–55, 1956–57 |
| 2       | Iraklis Salonica       | 1927–28, 1934–35 |
| 2       | PAOK Salonica          | 1958–59, 1991–92 |
| 1       | Near East Atenas       | 1935–36 |
| 1       | Universidade de Atenas | 1936–37 |